# Meteorus papiliovorus
Meteorus papiliovorus är en stekelart som beskrevs av Nina M. Zitani 1997. Meteorus papiliovorus ingår i släktet Meteorus och familjen bracksteklar. Inga underarter finns listade i Catalogue of Life.